# Srednjobanatski upravni okrug
Srednjobanatski upravni okrug (srpski: Средњобанатски управни округ, Srednjobanatski upravni okrug; mađarski: Közép Bánsági Körzet; slovački: Sredobanátsky okres; rusinski: Стредобанатски окрух; rumunjski: Districtul Banatul de Central) je okrug na sjeveroistoku Republike Srbije. Nalazi se u zemljopisnoj regiji Banat u AP Vojvodini.

## Općine
Srednjobanatski upravni okrug sastoji se od pet općina unutar kojih se nalazi 55 naselja.
Općine su:
- Zrenjanin
- Novi Bečej
- Nova Crnja
- Žitište
- Sečanj

## Gospodarstvo
Grad Zrenjanin je nekad bio četvrti po veličini industrijski grad u SFRJ. Gospodarstvo Zrenjanina je vrlo raznovrsno: industrija, poljoprivreda, šumarstvo, građevinarstvo i promet. Najvažnija industrija je industrija prerade hrane.

## Stanovništvo
Prema podacima iz 2002. godine, stanovništvo čine:
- Srbi = 150,794 (72.33%)
- Mađari = 27,842 (13.35%)
- Romi = 5,682 (2.72%)
- Rumunji = 5,156 (2.47%)
- Jugoslaveni = 3,759 (1.8%)
- Slovaci = 2,495 (1.19%)
- ostali

## Vanjske poveznice
- Prezentacija Bačke i Banata